# Nikolaos Ioannidis
Nikolaos Ioannidis (griechisch Νικόλαος Ιωαννίδης, * 26. April 1994 in Remscheid) ist ein griechischer Fußballspieler.

## Karriere

### Vereine
Nach seiner Jugendzeit für Olympiakos Piräus, in der er u. a. bei der NextGen Series 2012/13 acht Einsätze hatte und dabei drei Tore erzielte, lieh der griechische Rekordmeister Ioannidis 2013 an Hansa Rostock aus. Dort machte er bei seinem ersten Einsatz sein erstes Tor.
Ioannidis wechselte im Sommer 2014 für zwei Jahre auf Leihe zum niederländischen Pokalsieger und Europa-League-Teilnehmer PEC Zwolle. Der Vertrag wurde jedoch bereits nach sechs Monaten wieder gelöst. Im Januar 2015 wechselte er für eineinhalb Jahre auf Leihbasis zur zweiten Mannschaft von Borussia Dortmund. Ein Jahr später unterschrieb er einen Vertrag beim griechischen Erstligisten Asteras Tripolis. Im Sommer 2017 wechselte er zum Diósgyőri VTK, ein Jahr später zu Marítimo Funchal. Im September 2019 folgte ein Engagement bei Doxa Dramas. Im Januar 2020 nahm Apollon Smyrnis den Stürmer unter Vertrag.

### Nationalmannschaft
Ioannidis bestritt seit 2011 im Jugendbereich 27 Spiele für Griechenland und ein Spiel für Zypern.